# Ci vuole orecchio
Ci vuole orecchio è l'undicesimo album in studio di Enzo Jannacci, pubblicato nel 1980 dalla Dischi Ricordi. È stato il primo album di Jannacci a essere stato ristampato su CD (nel 1986).

## Descrizione
Anche in questo album, Jannacci si avvale della collaborazione di Tullio De Piscopo alla batteria e di Paolo Conte, realizzando una sua versione de La sporca vita, brano che risale al secondo album del musicista astigiano. Anche Silvano era parte del repertorio cabarettistico del duo Cochi e Renato che ne sono anche coautori, il cui testo si distingue per il suo marcato nonsense e alcune allusioni in chiave ironica e sdrammatizzante a pratiche sessuali insolite. In questa versione Jannacci esordisce esclamando: "il titolo è: amami e sgonfiami". Il dritto sarà incisa anche da Milva nel suo album La rossa del 1981 che sarà interamente scritto da Jannacci. Questa versione è incisa a un volume bassissimo per la sua quasi intera durata: trattando di un disadattato ("dritto" in quanto alto e magro) che pone fine alla sua esistenza, al momento della parola "[la vita] finì" del secondo ritornello, il volume torna standard. Nella versione di Milva, Jannacci interverrà con commenti stranianti al testo.
Sulle restanti tracce, la più conosciuta è la title track, scritta insieme al duo autorale Gino e Michele, che sottolinea il duplice aspetto di un'orchestra nell'andare a tempo col cantante, e in metafora, nello stare al passo con la stessa vita che è come un'orchestra che assembla a piacimento i propri elementi. Al di là della filosofia del brano, la musica in stile rhythm'n'blues colpisce per la sua orecchiabilità. Fotoricordo... il mare rimanda al precedente lavoro quasi omonimo; Si vede racconta con fare minimalista una storia, intessuta di quotidiano, di un giovane che, attento a osservare ogni particolare del paesaggio che lo circonda, paesaggio grigio, periferico, depresso e in una giornata uggiosa, scorge da lontano la sua ragazza e vedendola con un ombrello che non le aveva regalato lui, capisce che non gli vuole più bene. Infine, il brano d'apertura Musical affronta il tema delle morti nei cantieri, e paragona la vita a uno spettacolo di varietà con continue entrate ed uscite di scena.

Nella versione in musicassetta era stato inserito Il pacco, brano con la stessa musica della title-track, ma con testo diverso (che nella versione originale recita appunto "bisogna avere il pacco intinto dentro al secchio").

## Formazione
n.b.: sulla copertina e sul disco nessun musicista è accreditato.
- Sergio Farina: chitarre
- Julius Farmer: basso
- Flaviano Cuffari: batteria
- Gianni Dall'Aglio: batteria
- Roberto Colombo: tastiere
- turnisti vari: fiati

## Tracce
Lato A
1. Musical (testo: Enzo Jannacci – musica: Enzo Jannacci)
2. Ci vuole orecchio (testo: Enzo Jannacci, Michele Mozzati, Gino Vignali – musica: Enzo Jannacci)
3. Fotoricordo... il mare (testo: Enzo Jannacci – musica: Enzo Jannacci)
4. La sporca vita (testo: Paolo Conte – musica: Paolo Conte)

Lato B
1. Silvano (testo: Enzo Jannacci, Cochi Ponzoni, Renato Pozzetto – musica: Enzo Jannacci)
2. Quello che canta onliù (testo: Enzo Jannacci – musica: Enzo Jannacci)
3. Si vede (testo: Enzo Jannacci – musica: Enzo Jannacci)
4. Il dritto (testo: Enzo Jannacci, Anita Parenzo – musica: Enzo Jannacci)